# Agudelle
Agudelle település Franciaországban, Charente-Maritime megyében. Lakosainak száma 133 fő (2022. január 1.). Agudelle Allas-Bocage, Saint-Simon-de-Bordes, Salignac-de-Mirambeau és Villexavier községekkel határos.

## Fekvése
Jonzac-tól mintegy 7 km-rel délre, Mirambeau-tól 10 km-rel keletre található.

## Földrajz

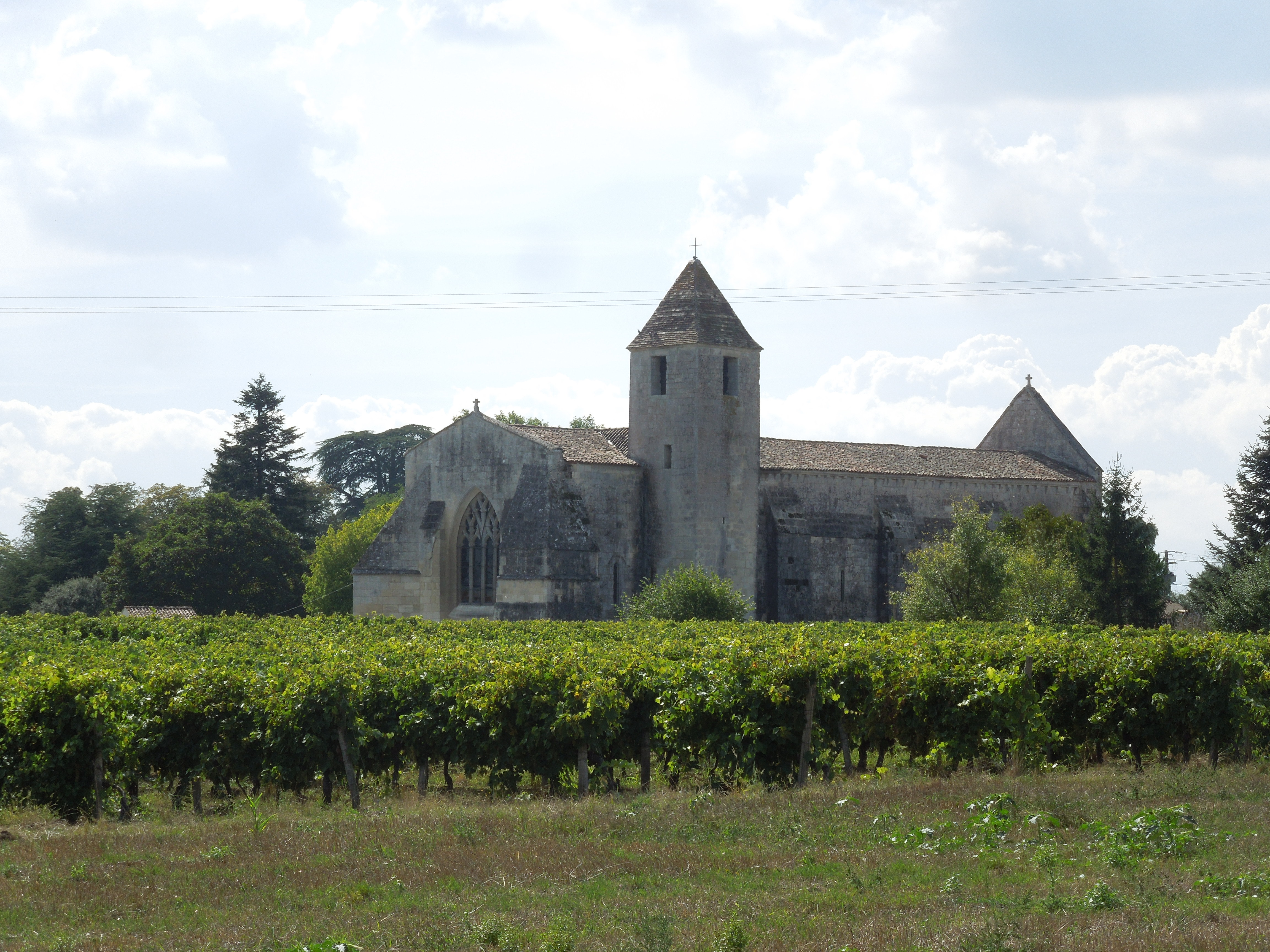
Agudelle látképe

A 47-77 méter közötti tengerszint feletti magasságban fekvő községet művelt mezőgazdasági területek, északról és délről erdő veszi körül, a település keleti határán a Maine patak folyik észak felé. 

## Gazdaság
A község fő terméke a szőlő és a belőle készült borpárlat.

## Galéria

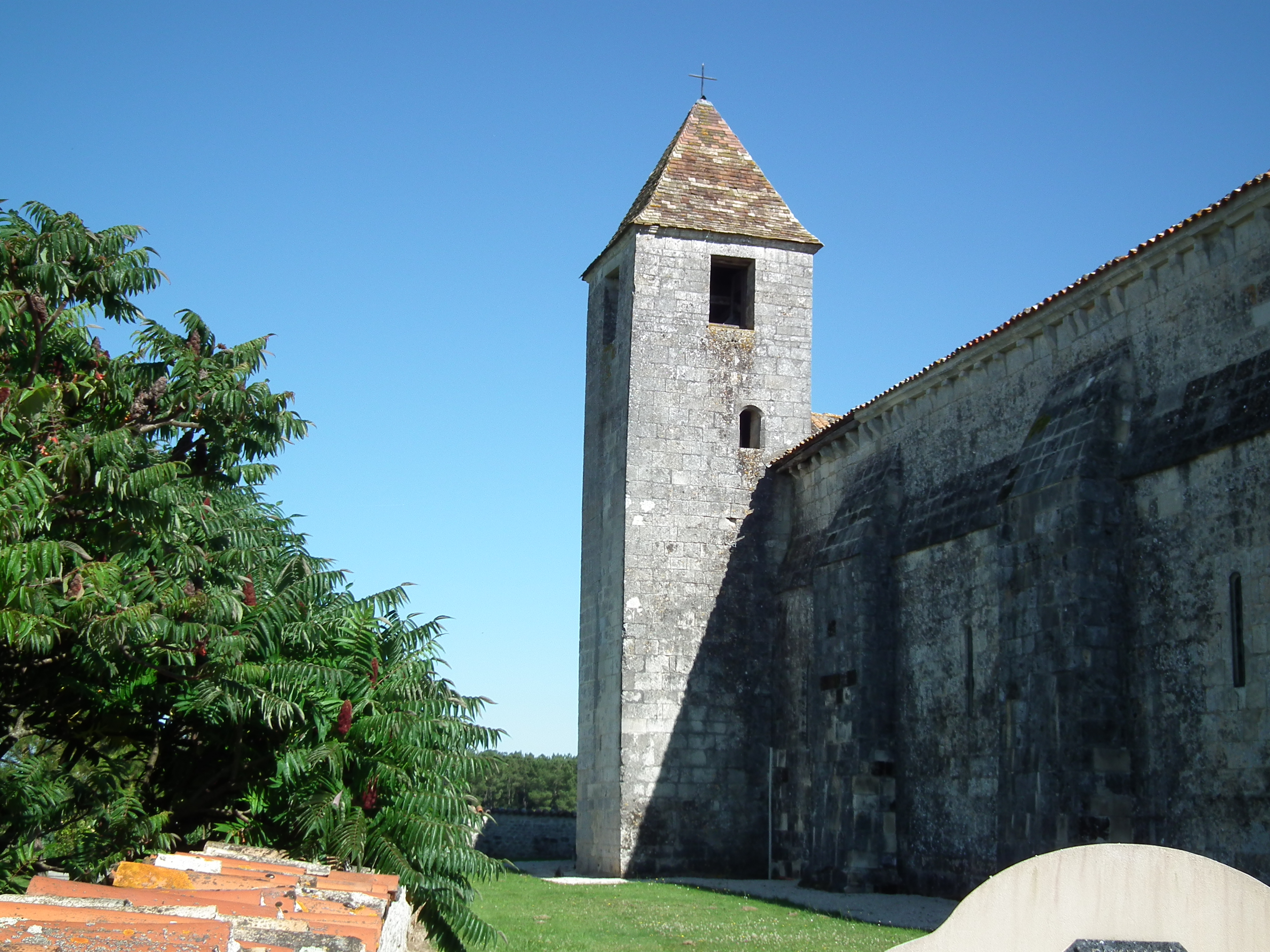
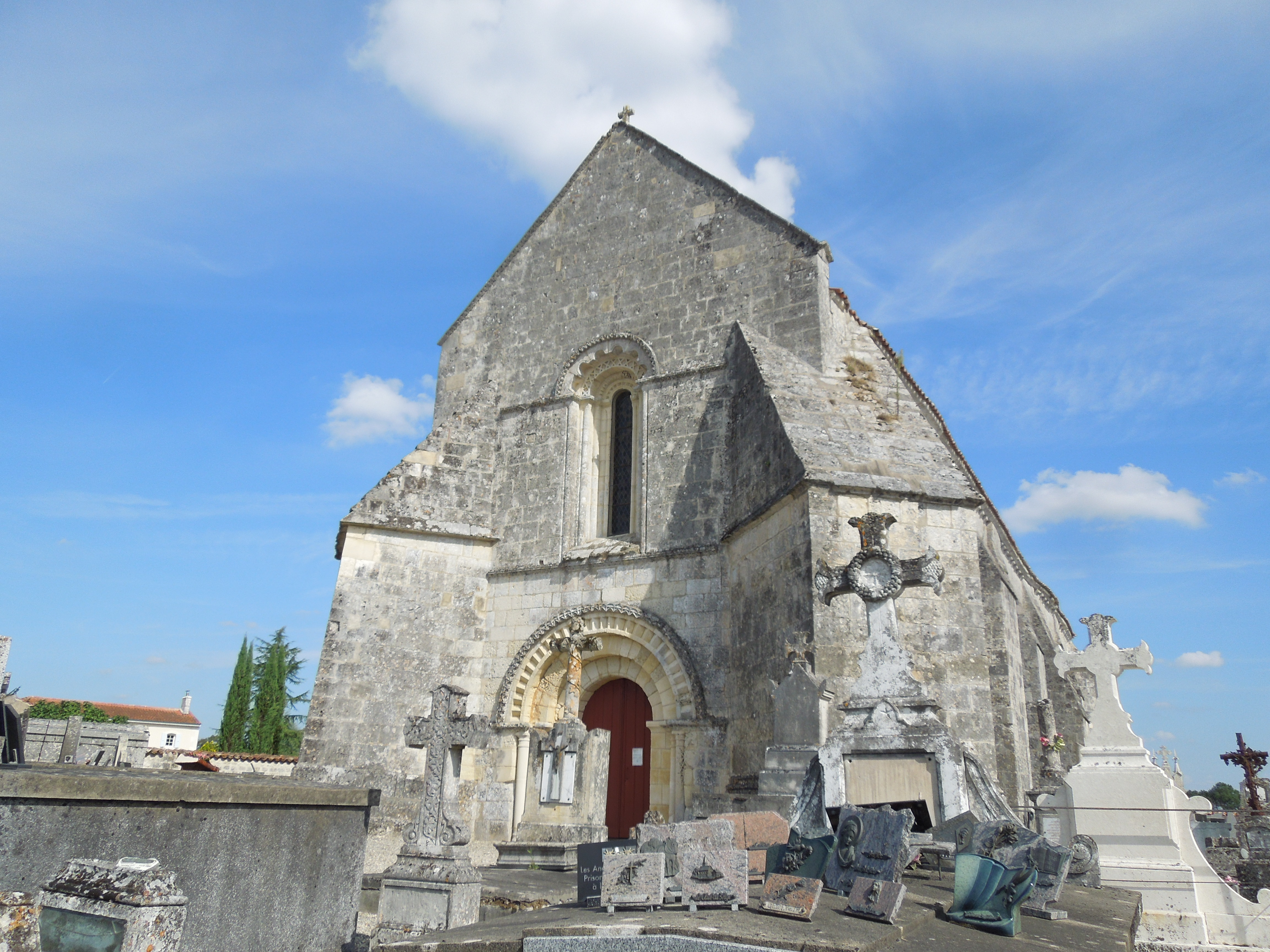
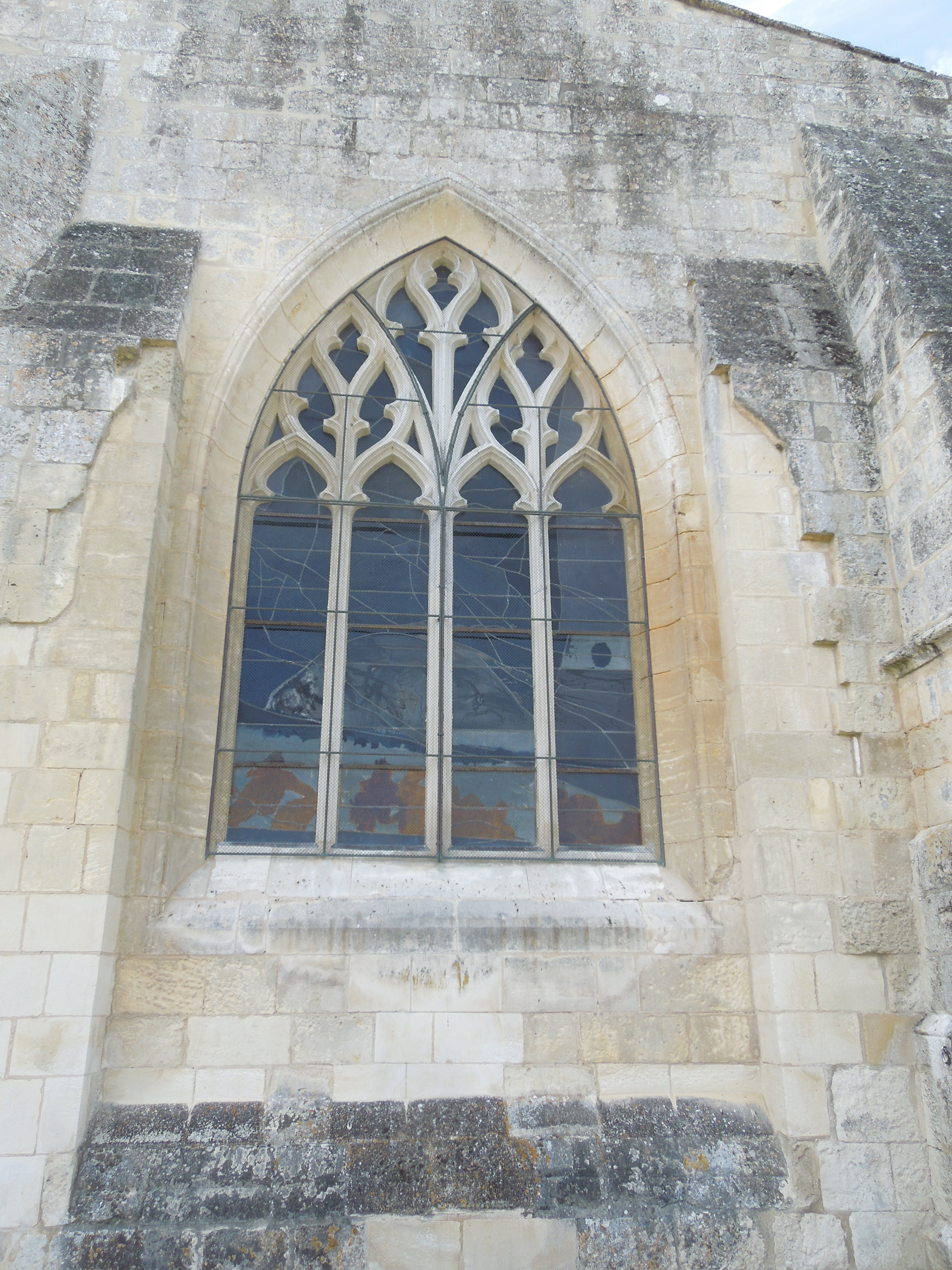
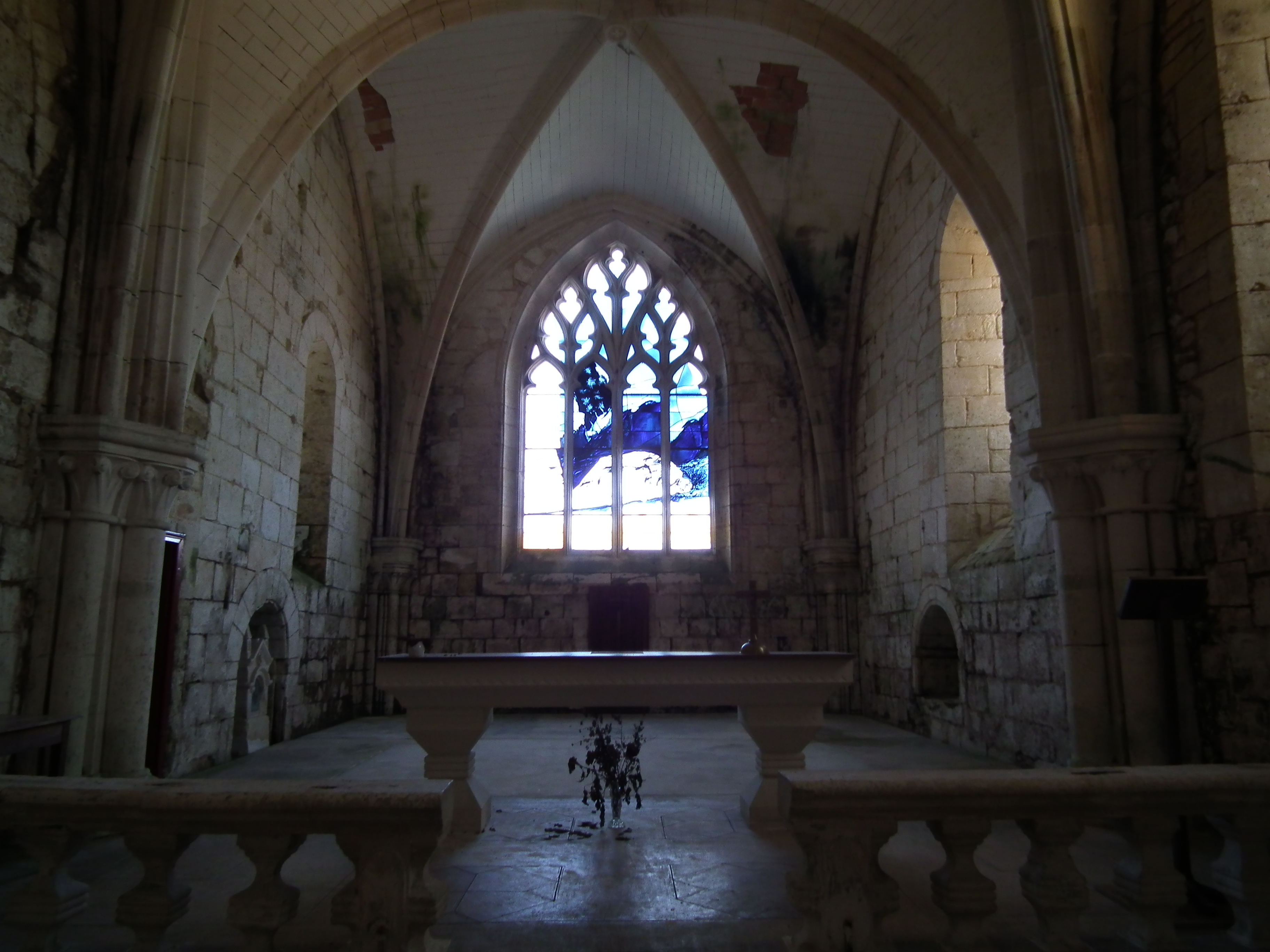
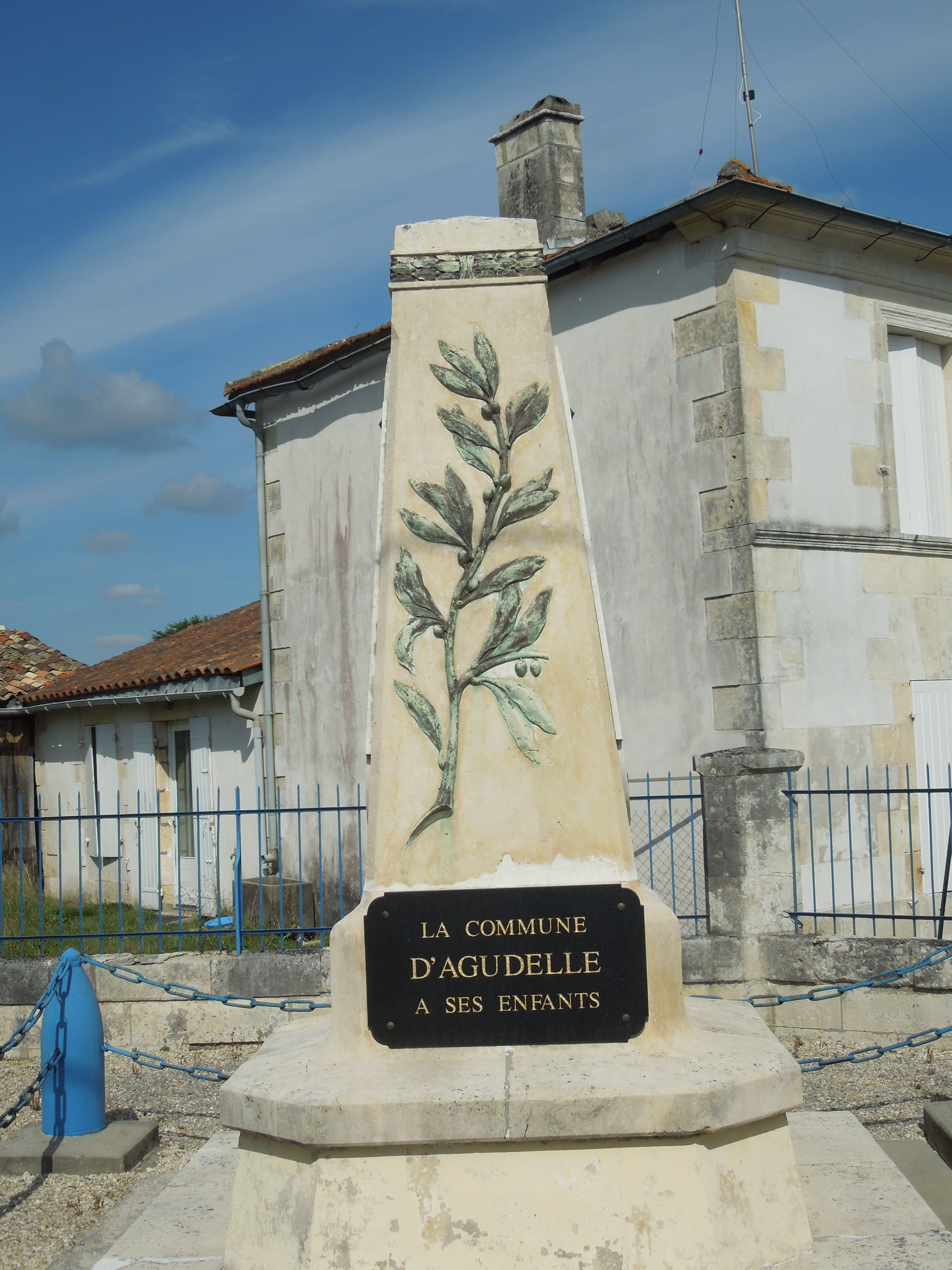
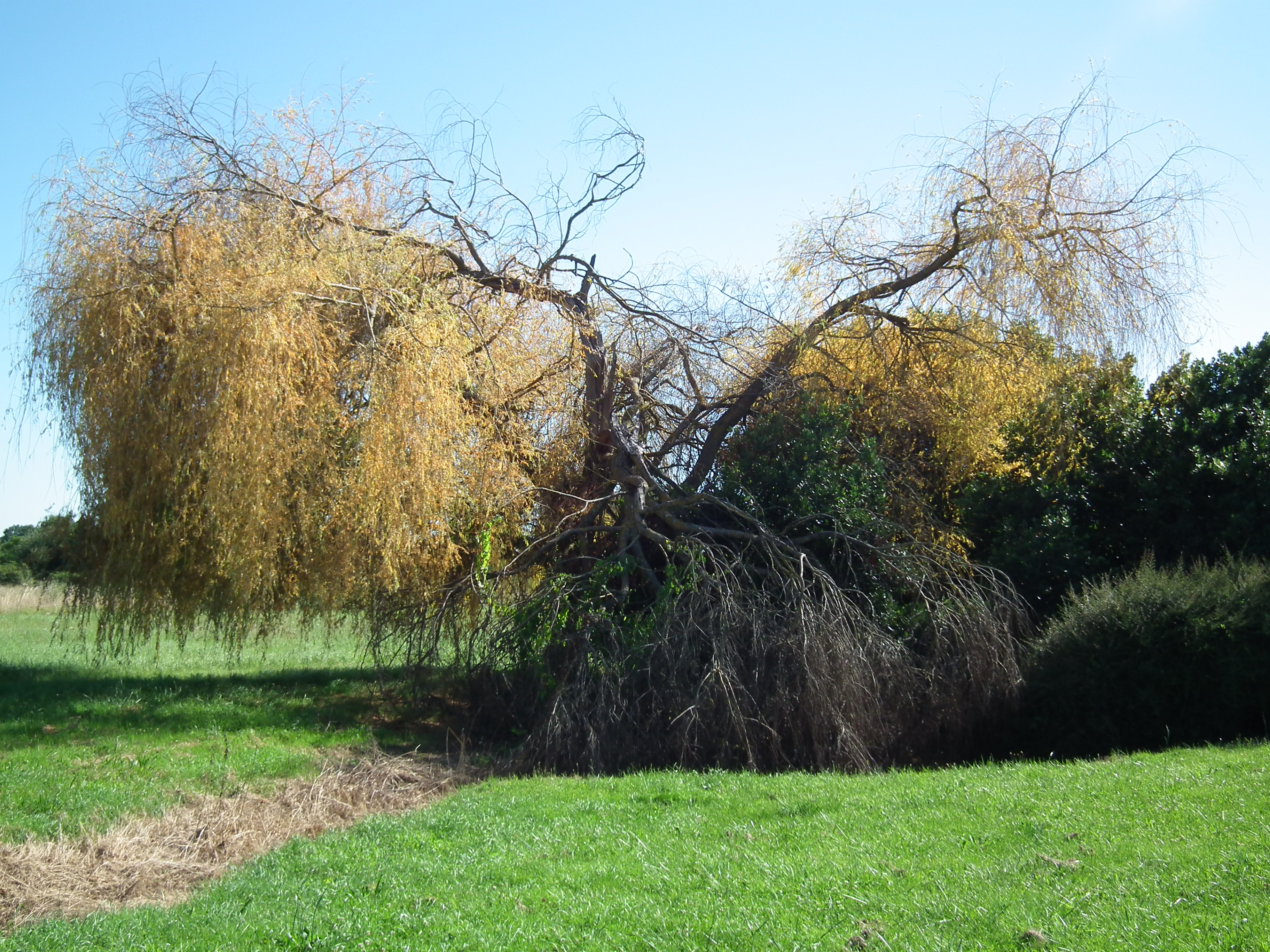

## Látnivalók és műemlékek
- Eutropius templom
- Bell Tower